# HOT (Lenkflugkörper)

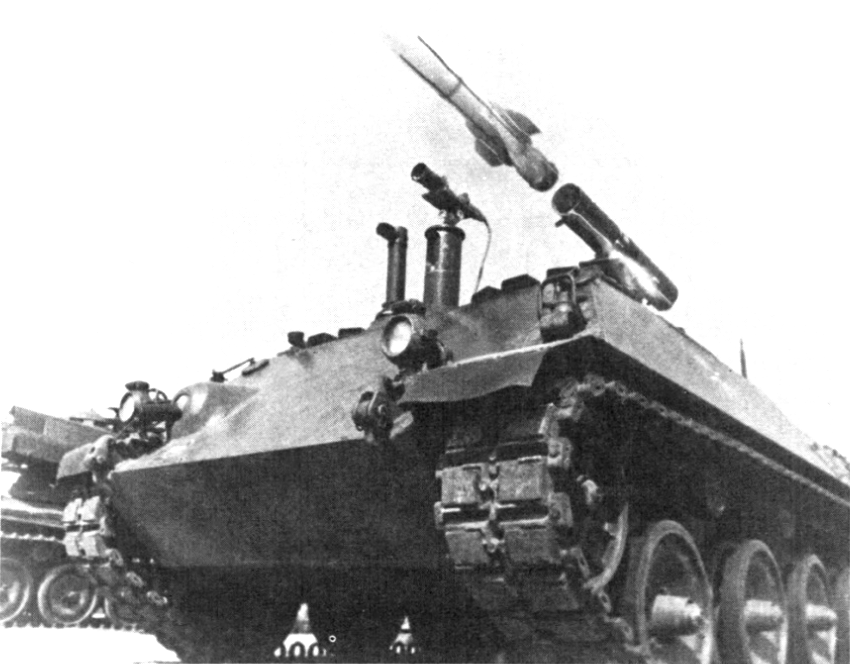
Start eines HOT-Flugkörpers von einem Jagdpanzer Jaguar

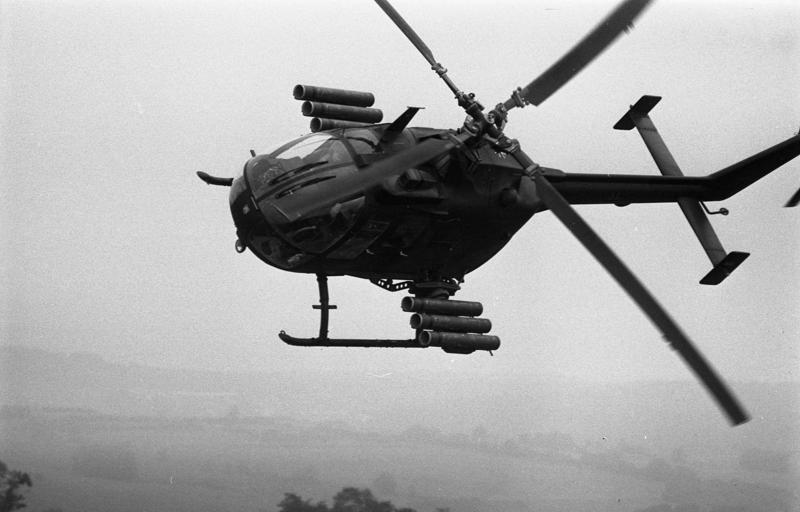
BO 105 PAH-1 mit sechs HOT

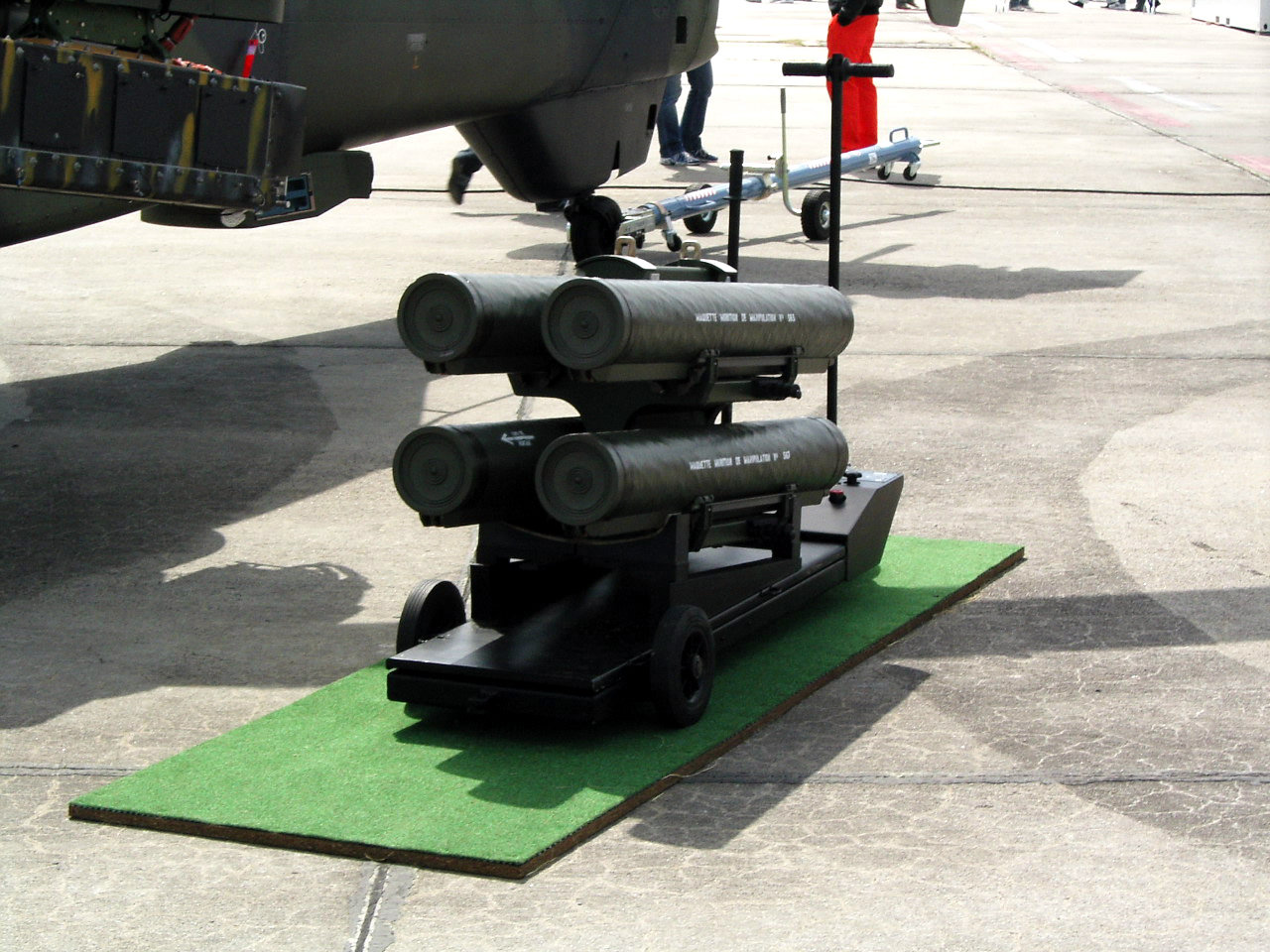
HOT-3-Startbehälter des Eurocopter Tiger

HOT bezeichnet ein Waffensystem mit Raketen zur Panzerabwehr aus deutsch-französischer Entwicklung.

## Beschreibung
Das Panzerabwehrraketensystem HOT  (französisch Haut subsonique Optiquement Téléguidé = deutsch hoher Unterschallbereich optisch ferngelenkt) DM 72 ist ein drahtgelenktes (SACLOS) tag- und nachtsichtfähiges Lenkflugkörpersystem der zweiten Generation, das vorwiegend zur Panzerabwehr vorgesehen ist. Es wurde von dem Konsortium Euromissile, bestehend aus MBB (Deutschland) und Aérospatiale (Frankreich), entwickelt und seit 1976 in großen Stückzahlen gefertigt. Das Waffensystem HOT kann sowohl von Hubschraubern als auch von Bodenfahrzeugen eingesetzt werden. Bei der Bundeswehr bildete HOT die Hauptbewaffnung des Panzerabwehrhubschraubers (PAH 1) Bo 105-P und des Jagdpanzers Jaguar 1.

## Varianten
- HOT 1: 1. Serienversion aus dem Jahr 1976 mit 3-kg-Hohlladung. Durchschlagsleistung rund 850 mm Panzerstahl.[1]
- HOT 2: 2. Serienversion aus dem Jahr 1985. Mit verbessertem Lenksystem und neuem Gefechtskopf.[2][6]
- HOT 2T: Version aus dem Jahr 1992. Mit verbesserter 4,1-kg-Hohlladung zur Bekämpfung von Reaktivpanzerung. Durchschlagsleistung rund 1.250 mm Panzerstahl.[2]
- HOT 2MP: Version aus dem Jahr 1992 mit Mehrzweckgefechtskopf. Durchschlagsleistung 350–500 mm Panzerstahl sowie Brand- und Splitterwirkung.[2][6]
- HOT 3: Version aus dem Jahr 1998. Mit verbessertem Lenksystem und neuer 6,5-kg-Tandemhohlladung. Durchschlagsleistung rund 1.300 mm Panzerstahl.[6][7]

## Nutzerstaaten
Daten aus
- Angola
- Ägypten
- Brunei
- Deutschland
- Ecuador
- Frankreich
- Gabun
- Irak
- Kamerun
- Katar
- Kuwait
- Libanon
- Marokko
- Österreich
- Saudi-Arabien
- Spanien
- Südafrika
- Syrien
- Tunesien
- Vereinigte Arabische Emirate
- Volksrepublik China
- Zypern